# Suède au Concours Eurovision de la chanson 1984
La Suède a participé au Concours Eurovision de la chanson 1984 à Luxembourg-Ville, au Luxembourg. C'est la 24e participation et la 2e victoire de la Suède au Concours Eurovision de la chanson.
Le pays est représenté par Herreys et la chanson Diggi-Loo Diggi-Ley, sélectionnés lors du Melodifestivalen de 1984 organisée par Sveriges Television.

## Sélection

### Melodifestivalen 1984
Sveriges Television (SVT) organise la 23e édition du Melodifestivalen pour sélectionner l'artiste et la chanson qui représenteront la Suède au Concours Eurovision de la chanson 1984.
La finale nationale, présentée par Fredrik Belfrage (sv), a eu lieu le 25 février 1984 à Göteborg.
Les chansons sont toutes interprétées en suédois, langue nationale de la Suède.

#### Finale
| Ordre | Artiste                                | Chanson                 | Traduction                   | Points | Place |
| ----- | -------------------------------------- | ----------------------- | ---------------------------- | ------ | ----- |
| 1     | Janne Önnerud (sv)                     | Nu är jag tillbaks igen | Maintenant je suis de retour | -      | 6     |
| 2     | Göran Folkestad (en) et Lotta Pedersen | Sankta Cecilia          | Sainte Cécile                | 41     | 2     |
| 3     | Rosa Körberg (sv)                      | Schack och matt         | Échec et mat                 | -      | 6     |
| 4     | John Ballard (en)                      | Rendez-vous             | -                            | 39     | 3     |
| 5     | Herreys                                | Diggi-Loo Diggi-Ley     | -                            | 49     | 1     |
| 6     | Per-Erik Hallin (en)                   | Labyrint                | Labyrinthe                   | -      | 6     |
| 7     | Elisabeth Andreasson                   | Kärleksmagi             | Magie de l'amour             | -      | 6     |
| 8     | Karin (en) et Anders Glenmark (en)     | Kall som is (en)        | Froid comme la glace         | 33     | 4     |
| 9     | Thomas Lewing (sv)                     | Tjuvarnas natt          | La nuit des voleurs          | -      | 6     |
| 10    | Vicki Benckert (en)                    | Livet är som ett träd   | La vie est comme un arbre    | 27     | 5     |

## À l'Eurovision

### Points attribués par la Suède
| 12 points | Irlande     |
| 10 points | Espagne     |
| 8 points  | Norvège     |
| 7 points  | Finlande    |
| 6 points  | Turquie     |
| 5 points  | Danemark    |
| 4 points  | Chypre      |
| 3 points  | Royaume-Uni |
| 2 points  | France      |
| 1 point   | Suisse      |

### Points attribués à la Suède
| 12 points                                            | 10 points                          | 8 points   | 7 points                 | 6 points                       |
| ---------------------------------------------------- | ---------------------------------- | ---------- | ------------------------ | ------------------------------ |
| - Allemagne - Autriche - Chypre - Danemark - Irlande | - Norvège - Pays-Bas - Suisse      | - Finlande | - Belgique - Royaume-Uni | - France - Italie - Luxembourg |
| 5 points                                             | 4 points                           | 3 points   | 2 points                 | 1 point                        |
|                                                      | - Espagne - Portugal - Yougoslavie | - Turquie  |                          |                                |

Les Herreys interprètent Diggi-Loo Diggi-Ley en 1re position, avant le Luxembourg. Au terme du vote final, la Suède termine 1re sur 19 pays avec 145 points, remportant le concours dix ans après sa première victoire.